# Paul Muni
Paul Muni (Lemberg, 22 september 1895 – Montecito, 25 augustus 1967) was een Oostenrijks-Amerikaanse acteur, die onder andere een Tony Award en een Oscar won in zijn carrière. Hij werd geboren als Frederich Meshilem Meier Weisenfreund.

## Biografie
Muni werd geboren in een Joodse gezin in Galicië, destijds deel van Oostenrijk-Hongarije. In 1902 emigreerde het gezin naar de Verenigde Staten. De ouders van Muni waren toneelspelers in een Jiddisj-theater; daarom was het vanzelfsprekend dat hijzelf ook acteur zou worden. In zijn eerste rol speelde Muni een 80 jaar oude man. Muni stond er om bekend dat hij graag aparte kostuums droeg, en in de toneelstukken graag met vreemde accenten sprak. In zijn jaren in het Jiddisj-theater was hij bekend onder de naam Moony Weisenfreund.

## Film
Muni was 29 jaar toen hij in 1924 voor het eerst optrad op Broadway. Hij speelde een Joodse man in het door Sam Harris geschreven Engelstalige drama We Americans.
In 1929 sloot hij een contract met Fox, en hij ontving een Oscarnominatie voor zijn debuut in de film The Valiant. Muni wilde echter gewoon weer op het toneel verdergaan, en keerde daarom terug naar Broadway.
In 1932 ging Muni opnieuw naar Hollywood, waar hij in films speelde als Scarface en I Am a Fugitive from a Chain Gang (1932). Voor die laatste film ontving hij zijn tweede Oscarnominatie voor Beste Acteur. Warner Brothers zag zijn talent en sloot daarom een contract met Muni. In 1936 won hij eindelijk een Oscar voor Beste Acteur, voor zijn hoofdrol in de film The Story of Louis Pasteur. Voor zijn spel in de film The Life of Emile Zola uit 1937 werd Muni opnieuw genomineerd voor een Oscar voor Beste Acteur.
Tot zijn pensioen in 1959 besteedde hij veel tijd aan het acteren voor film en toneel. Hij stond bekend als een groot talent. Toch had hij met name in de laatste jaren van zijn carrière problemen. De vrouw van Muni beklaagde zich vaak bij de regisseurs, wanneer een scène waarin haar man in speelde haar niet beviel.
Na een aantal mislukte films, won hij in 1956 een Tony Award voor zijn rol als Henry Drummond in het toneelstuk Inherit the Wind. Voor de film The Last Angry Man uit 1959 kreeg Muni opnieuw een Oscar-nominatie. Kort daarop ging Muni met pensioen. Hij overleed op 71-jarige leeftijd.

## Filmografie
Lijst van films waarin Muni een rol had (selectie):
- The Valiant (1929)
- Seven Faces (1929)
- Scarface (1932)
- I Am a Fugitive from a Chain Gang (1932)
- Dr. Socrates (1935)
- The Story of Louis Pasteur (1936)
- The Life of Emile Zola (1937)
- The Good Earth (1937)
- Juarez (1939)
- Hudson's Bay (1940)
- A Song to Remember (1945)
- Counter Attack (1945)
- Angel on My Shoulder (1946)
- The Last Angry Man (1959)

- Bibsys: 1032027
- Biblioteca Nacional de España: XX1166746
- Bibliothèque nationale de France: cb14040154r (data)
- Catàleg d'autoritats de noms i títols de Catalunya: 981058519105206706
- CiNii: DA1176381X
- Gemeinsame Normdatei: 117182052
- International Standard Name Identifier: 0000 0000 8121 0325
- Library of Congress Control Number: n85151676
- Nationale bibliotheek van Australië: 35978402
- Nationale Bibliotheek van Israël: 987007274056305171
- Nederlandse Thesaurus van Auteursnamen: 124392997
- LIBRIS: 239796
- SNAC: w6pv7k5k
- Système universitaire de documentation: 131168789
- Trove: 1171294
- Virtual International Authority File: 42041090
- WorldCat: E39PBJxrXX66Pt6QwpkWqJRHYP